# Tipton (Iowa)
Tipton – miasto w Stanach Zjednoczonych, w stanie Iowa, siedziba hrabstwie Cedar. W 2000 liczyło 3 155 mieszkańców.